# Andijon-Aufstand
Der Andijon-Aufstand war ein Aufstand in der Stadt Andijon im heutigen Usbekistan gegen die Herrschaft des zaristischen Russlands, der am 17. Mai 1898 stattfand.

## Verlauf

### Ausgangslage
Der Aufstand wurde angeführt von Scheich Muhammad Ali, einem Mitglied des Sufi-Ordens Naqshbandiya. Sein Ziel war die Wiederherstellung des Khanats Kokand, das 1876 vom Russischen Kaiserreich annektiert worden war. Es gelang Muhammad Ali mit der Unterstützung des Naqshbandiya-Ordens, eine große Anhängerschaft im Ferghana-Tal aufzubauen, die insbesondere aus führenden Persönlichkeiten der prä-russischen Ära bestand, von denen aber viele unter russischer Herrschaft ihre Positionen verloren hatten.

### Aufstand

Turkestan um 1900

Muhammad Ali rief im Mai 1898 den Heiligen Krieg aus und marschierte mit 2000 Mann auf die Stadt Andijon im Osten Usbekistans, die lange Zeit Teil des Khanats von Kokand gewesen war, ehe sie 1876 von russischen Truppen eingenommen wurde. Parallel führten Verbündete Truppen auf die Städte Osch und Marghilan. Muhammad Ali hoffte durch militärische Erfolge die Bevölkerung von Samarkand und Taschkent ebenfalls zum Aufstand bewegen zu können und nach Vertreibung der russischen Besatzer ein neues Khanat aufbauen zu können. Doch die Aufständischen unter Ali wurden nach anfänglichen Siegen beim Marsch auf Andijon von dem 20. Russischen Grenzbataillon bereits vor Andijon gestoppt.

### Folgen
Von den 2000 Aufständischen, von denen der Großteil Kirgisen waren, wurden 546 vor Gericht gebracht, davon 356 zur Zwangsarbeit nach Sibirien verbannt, unter anderem der berühmte kirgisische Dichter Toktogul Satylganov. Muhammad Ali und fünf seiner Leutnants wurden gehängt. Die russische Herrschaft über die zentralasiatischen Gebiete blieb bestehen.